# 大阪府立藤井寺工科高等学校
大阪府立藤井寺工科高等学校（おおさかふりつ ふじいでらこうかこうとうがっこう）は、大阪府藤井寺市にある公立工業高等学校。
全日制と定時制がある。全日制では工業科を設置する。1年次は共通科目を学習し、2年次以降3つの系・6つの専科に分かれて学習する。定時制では総合学科を設置している。

## 制服と昼食方法
- 男子：金ボタン5個の詰襟学生服（標準型学生服）
- 女子：紺のブレザー、白いブラウスに紺のリボン
- 2022年度入学生からグレーのブレザーに改定
- 食堂あり

## 設置学科
- 全日制：工業系
  - 機械系 - 機械技術専科、機械設計専科
  - 電気系 - 電気技術専科、電子情報通信専科
  - メカトロニクス系 - ロボット工学専科、制御システム専科
- 定時制：総合学科
  - 教養系列、生活科学系列、CADものづくり系列、自動車系列

## 沿革
大阪府立河南高等学校に設置されていた工業科を独立開校させる形で、1962年に大阪府立河南工業高等学校として開校した。その後大阪府立藤井寺工業高等学校へ改称されている。
大阪府立の工業高校が「工科高校」に改編されたことに伴い、2005年に大阪府立藤井寺工科高等学校に再編された。
- 1960年12月19日 - 第九工業高等学校（仮称）用地決定。
- 1962年6月6日 - 大阪府南河内郡美陵町小山の敷地（現在地）で地鎮祭を挙行。この日を創立記念日と定める。
- 1963年4月1日 - 大阪府立河南工業高等学校として開校。
- 1965年4月1日 - 定時制課程設置。
- 1967年4月1日 - 大阪府立藤井寺工業高等学校に改称。
- 2005年4月1日 - 大阪府立藤井寺工科高等学校に改編。藤井寺工業高等学校を募集停止。
- 2022年4月1日 - 入学生からグレーのブレザーに改定。

## 著名な卒業生
- 柳瀬たかお（お笑い芸人、ザ・やなせふなおか）
- 吉本修平（声優）
- 浅井睦（設計士、Engineering Freak代表）

## 交通
- 近鉄南大阪線 藤井寺駅 東へ約500m。